# Coris batuensis
Coris batuensis é uma espécie de peixes da família Labridae da ordem dos Perciformes. Apesar de capturada e comercializada como peixe ornamental o estado de conservação da espécie não é preocupante.

## Descrição
C. batuensis apresenta dimorfismo sexual, com os machos a tingirem os 17 cm de comprimento total, e as fêmeas um pouco mais.
A espécie tem distribuição natural nas águas tropicais do Indo-Pacífico, desde as costas da África Oriental até às ilhas Marshall, o sul do Japão, a Grande Barreira de Coral e Tonga.